# Bulbophyllum coriaceum
Bulbophyllum coriaceum là một loài phong lan thuộc chi Bulbophyllum.